# Master of Global Management
Der Master of Global Management (MGM) ist ein postgradualer Masterstudiengang. Es gibt Bestrebungen, die Bezeichnung Master of Management – Global Management in  Master of International Business zu ändern.

## Zielsetzung des Studiengangs
Durch den Studiengang sollen die Teilnehmer in die Lage versetzt werden, die mit der internationalen Geschäftstätigkeit ihres Unternehmens verbundenen Anforderungen zu bewältigen. Die Teilnehmer sollen dabei die für den Erfolg eines international agierenden Unternehmens ausschlaggebenden Kenntnisse erwerben.

## Adressaten des Studiengangs
Der Studiengang Master of Global Management wendet sich an Führungskräfte, die in ihrem Unternehmen mit internationalen Fragestellungen konfrontiert sind und hierfür Kenntnisse im internationalen und interkulturellen Management sowie im Generalmanagement benötigen.

## Schwerpunkte des Studiengangs
- Globalisierung und globales Management
- Internationales strategisches Management
- Unternehmensorganisation in der Globalisierung
- Internationales Controlling
- Internationale Vertragsbeziehungen
- Management der Kulturen
- Transkulturelles Marketing
- Internationale Personalverwaltung (engl.: "Human Resource Management")
- Internationale Verhandlungsführung
- Firmenzusammenführung und -aufkauf (engl.: "mergers and aquisitions")
- internationale Mitarbeiterführung
- Länderspezifische interkulturelle Trainings
- Unternehmensplanspiele
- Internationales Änderungs-Management (engl. "change management")
- Internationales Projektmanagement

## Abschluss
Zulassungsvoraussetzungen sind ein abgeschlossenes Studium an einer Fachhochschule oder Universität bzw. ein gleichwertiger ausländischer Abschluss (akademische Mindestanforderung ist der Bachelor-Grad) sowie eine zweijährige fundierte Praxiserfahrung. Grundwissen in allgemeinem ("general") Management und gute Englischkenntnisse werden vorausgesetzt. Nach erfolgreichen Bestehen sämtlicher Prüfungen erwerben die Teilnehmer dieses Studiengangs den staatlich anerkannten Abschluss „Master of Global Management“.